# Maria Elisabet av Pfalz-Zweibrücken
Maria Elisabet av Pfalz-Zweibrücken, född 1663, död 1748, var dotter till Adolf Johan av Pfalz-Zweibrücken, svensk hertig av Stegeborg, och Elsa Elisabeth Brahe och brorsdotter till Karl X Gustav av Sverige. Hon och hennes syskon var inblandade i en långvarig skandal 1686–1688, då de i konflikt med fadern försökte undandra sig hans auktoritet över dem.

## Biografi
Maria Elisabets far levde, sedan han misslyckats med sina karriärsträvanden, ett liv som privatperson ute på landet som hertig av Stegeborg. Hennes föräldrar, som drabbades hårt ekonomiskt av reduktionen, beskrivs som bittra, härsklystna och hårda efter dessa påfrestningar, och de ska ha behandlat sina barn dåligt och på dem ha tagit ut den frustration de känd mot kungahuset. Maria Elisabet och hennes syster Katarina beskrivs som ödmjuka och tjänstvilliga, inte "stålte och upbläste", och som "rett vackra och ljufliga flickor".
År 1686 försökte deras bröder Adolf Johan och Gustav Samuel Leopold få en befattning av kungahuset, men då de inte lyckades, kallades de tillbaka till Stegeborg. Maria Elisabet och hennes syskon behandlades av sina föräldrar på ett sätt som under samtiden betraktades som en skandal. På grund av föräldrarnas dåliga ekonomiska situation fick de gå enkelt klädda och uträtta hushållssysslor, de isolerades också från samhället och förhindrades från att delta i sällskapslivet och träffa någon utanför familjekretsen, även sina släktingar. Systrarna bad 1687 sin halvsyster Christina om hjälp: denna talade med Hedvig Eleonora, som föreslog att fadern skulle be kungen om en pension åt sina döttrar och göra den ena hovdam hos änkedrottningen och den andra hos drottningen. Christina uppger i brevet att familjeförhållandena på Stegeborg var allmänt kända och att de också förhindrades från att träffa sin mor sedan hennes omgifte. Då Christinas brev nådde Stegeborg tvingade fadern Katarina att för sin och sin systers räkning skriva ett svar där hon förnekade att hon bett om hjälp och att de inte hade något att klaga på (3 mars 1687). Detta resulterade i en offentlig skandal. När deras andra halvsyster Elisabet lånade systrarna pengar, skickade fadern tillbaka dessa och frågade dennas make av vilken anledning hans döttrar hade fått motta pengar utan hans vetskap och mot vilka villkor. 

### Skandal
Den 1 november 1687 rymde systrarna och deras bror Samuel från Stegeborg med hjälp av skrivaren Matthias Rigneer och lakejen Petter. Då de infångades, utbröt en till skandal då fadern anklagade domarna för våld då de frigav dem som hjälpt hans barn att rymma. Efter detta sände kungen Östergötlands landshövding Erik Lovisin till Stegeborg för att undersöka saken. Denna bekräftar i sin rapport alla rykten. Kungen erbjöd då att bekosta en utlandsresa för sönerna och göra döttrarna till hovdamer. Fadern svarade med att undanbe sig all inblandning i familjelivet och fadersauktoriteten. I juli 1688 rymde syskonen en andra gång från Stegeborg, och denna gång lät faderns utsände dem fortsätta till Stockholm, trots att de hann upp dem. Hedvig Eleonora tog dem under sitt beskydd och bad i september formellt modern om att de skulle få bli upptagna som hovdamer, något som gjordes direkt utan föräldrarnas tillstånd. De skrev själva hem och bad om förlåtelse, men återvände inte. Modern skickades till hovet för att hämta hem dem, men tvingades återvända utan dem. 

### Senare liv
De återvände endast för att vårda fadern på dödsbädden, då de också fick hans förlåtelse. Bröderna sändes på utrikes resor och gick sedan i österrikisk tjänst; Samuel blev 1718 pfalzgreve. Maria Elisabet och hennes syster bodde efter föräldrarnas död på Bråborg, sedan Stegeborg indrogs till kronan, och behöll det underhåll fadern fått. Maria Elisabet antogs i det protestantiska klostret Herford i Tyskland. Katarina mottog 1710 ett frieri från Kristofer Gyllenstierna, som tidigare fått nej av hennes föräldrar av statusskäl men upprepade frieriet då han blivit greve och kungligt råd. Hon tackade ja men ångrade sig och sökte skydd hos Maria Elisabet i Herford. Gyllenstierna följde dock efter, och de var lyckligt gifta i tio år. Maria Elisabet övergav Herford och reste till Samuel i Wien, där hon gifte sig olyckligt med Christian Gottlob von Gersdorff auf Oppach. Hon återvände till Herford, men bosatte sig slutligen i Paris, där hon ska ha konverterat till katolicismen.